# Castello di Glenarm
Il castello di Glenarm (Glenarm, Contea di Antrim, Irlanda del Nord) è l’antica dimora di famiglia del Conte di Antrim.

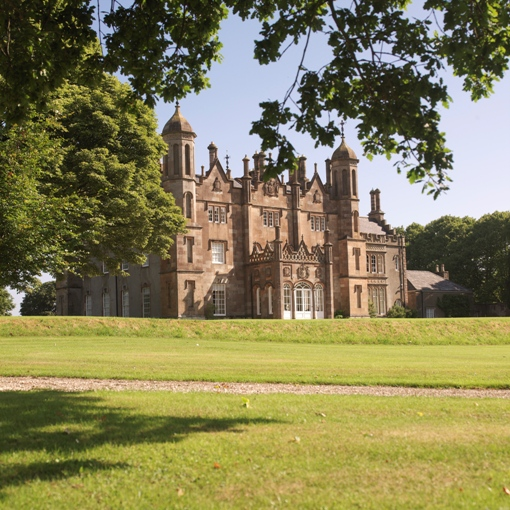
Glenarm Castle

## Storia
Il complesso originale è stato eretto dalla famiglia Bisset intorno alla metà del XIII secolo, sulla riva del fiume opposta rispetto a quella dell'attuale castello. Dopo la sua distruzione nel 1597, non è stato più ricostruito, e i suoi resti sono rimasti abbandonati per molti anni. 

Nel 1636 a Sir Randal MacDonnell, primo Conte di Antrim, venne concessa la proprietà dei terreni e lì egli vi costruì il nuovo castello, che da allora rimase il castello di famiglia. I MacDonnell giunsero a Glenarm dalla Scozia nel XIV secolo, quando John Mor MacDonnell sposò Marjory Bisset, erede dei Glens of Antrim. L’attuale proprietario del castello è Randal, quindicesimo Conte di Antrim, che risiede a Glenarm insieme alla moglie Aurora e ai due figli.

Nel 1642, ad appena sei anni di distanza dalla sua costruzione, nel castello scoppiò un incendio provocato da un esercito di covenanti scozzesi. Per novant’anni la dimora rimase in rovina e la famiglia degli Antrim si trasferì prima al castello di Dunluce e più tardi in una tenuta chiamata Ballymagarry. Nel 1756 iniziarono i lavori di ricostruzione del castello di Glenarm, promossi dal quinto Conte di Antrim, sotto la supervisione dell’ingegnere Christopher Myers.

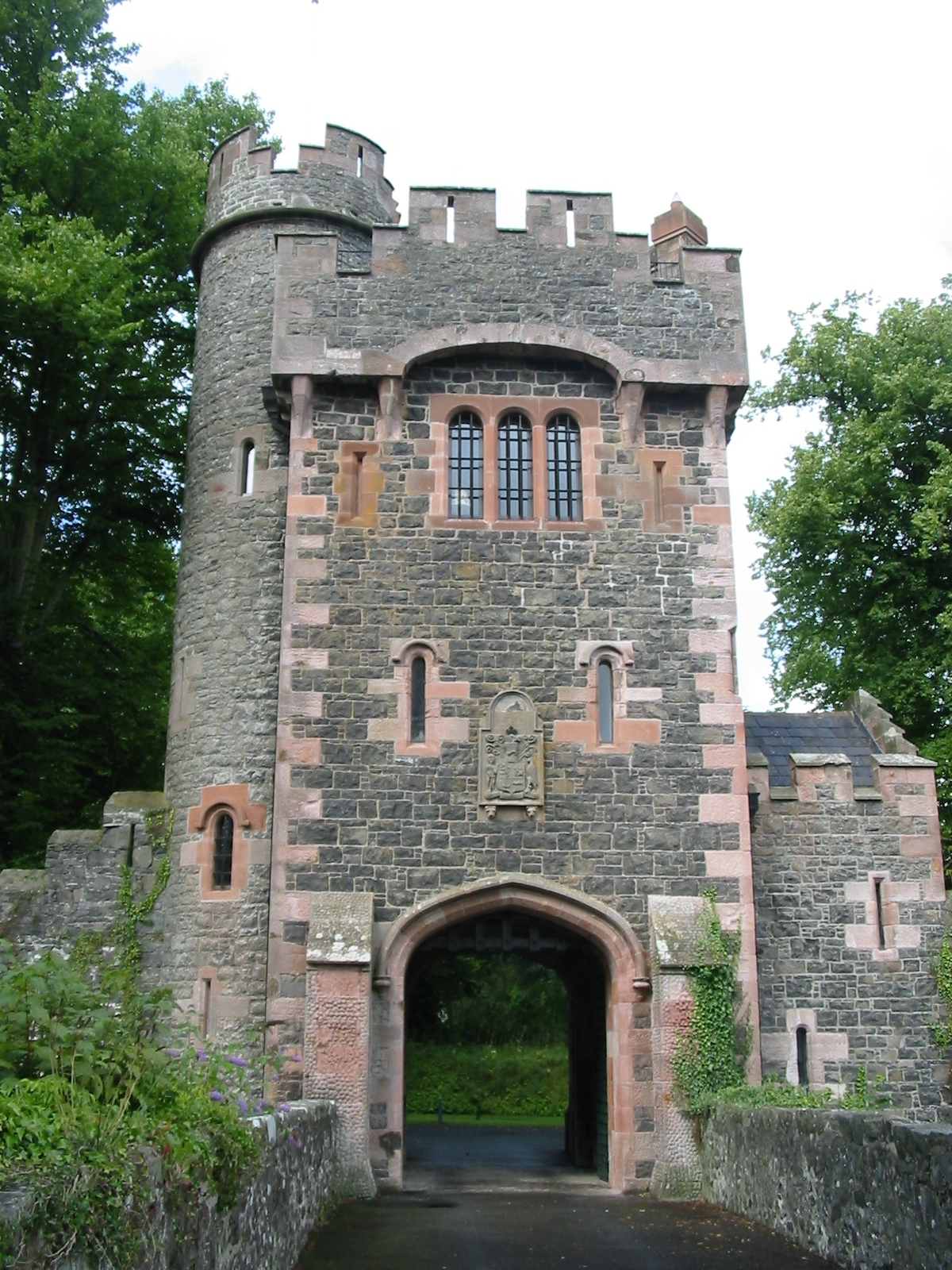
Gate Glenarm Castle County Antrim

## Descrizione
La struttura del castello è quella di una grande casa di campagna di stile palladiano: una serie di colonne termina in padiglioni contenenti sale da pranzo, su ciascun lato. Torri e cupole caratterizzano l'intera dimora, mentre un viale di tigli conduce alla porta d'ingresso.

Esiste oggi anche un giardino recintato che risale al 1820, il cui scopo originario era quello di garantire prodotti freschi agli abitanti del castello.

## Eventi
Il castello di Glenarm è attualmente sede di numerosi eventi culturali. Qui è stato girato il film L’ombra della vendetta – Five Minutes of Heaven. Qualche immagine del castello è stata ripresa anche nella serie HBO Il Trono di Spade.